# شهرستان پورتیج (ویسکانسین)

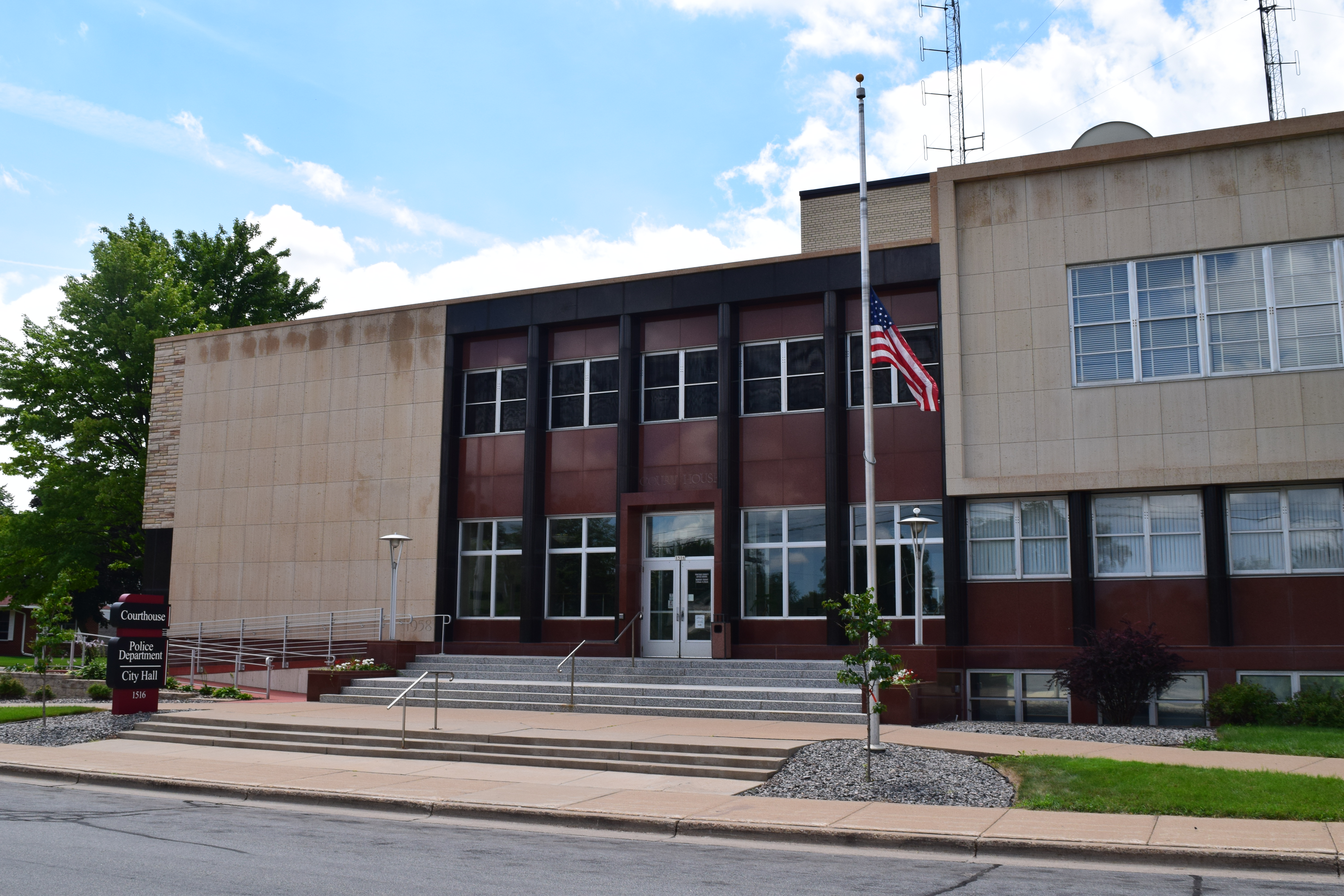
شهرستان پورتیج، ویسکانسین

شهرستان پورتیج، ویسکانسین (به انگلیسی: Portage County, Wisconsin) یک سکونتگاه مسکونی در ایالات متحده آمریکا است که در ویسکانسین واقع شده‌است.

## خصوصیات
شهرستان پورتیج ۲٬۱۳۱٫۵۷ کیلومترمربع مساحت دارد.